# Cattedrale di Catanzaro
La cattedrale metropolitana di Santa Maria Assunta è il principale luogo di culto della città di Catanzaro, in Calabria, e chiesa madre dell'arcidiocesi di Catanzaro-Squillace.

## Storia
Il duomo sorge nell'omonima piazza, a 343 metri s.l.m., nel sito della prima cattedrale, eretta nel 1121 in epoca normanna e dedicata da Callisto II a Santa Maria Assunta e agli Apostoli Pietro e Paolo. La consacrazione della Cattedrale da parte di Papa Callisto II avvenne nel 1122.
Nel 1309 venne edificata la cappella di San Vitaliano addossata alla facciata laterale sinistra, vicino all'ingresso detto "porta dell'olmo" e, nel 1588, di fronte ad essa fu edificata la cappella del Santissimo Sacramento, conferendo all'edificio una sorta di schema planimetrico a croce latina. Nell'altare della cappella di San Vitaliano furono deposte in tre nicchie le reliquie di San Vitaliano, patrono della città, di San Fortunato e di Sant'Ireneo, già patroni della città bizantina. La chiesa venne anche rimaneggiata nel 1511 con una facciata rinascimentale, che crollò a causa del terremoto del 1638.
La cattedrale fu danneggiata dai bombardamenti nell'agosto del 1943, durante la seconda guerra mondiale e venne completamente stravolta nel dopoguerra. I bombardamenti provocarono solo il crollo del transetto sinistro e il danneggiamento del campanile, ma a ciò seguì un'anacronistica ristrutturazione ad opera degli architetti Franco Domestico e Vincenzo Fasolo; i lavori si protrassero fino al 1956. Nel 1959 venne costruito l'organo a canne dai Fratelli Ruffatti, con 29 registri su due manuali e pedale, collocato a pavimento nel transetto di destra.
Papa Giovanni Paolo II, dopo otto secoli da Callisto II, ha visitato la cattedrale nel 1984.